# Stanisław Gorgolewski
Stanisław Gorgolewski (ur. 19 października 1926 w Słonimie na Nowogrodczyźnie, zm. 23 kwietnia 2011 w Toruniu) – polski fizyk i astronom, specjalizujący się w radioastronomii. 

## Życiorys
W czasie II wojny światowej trafił do Środy Wielkopolskiej. W latach 1941–1944 pracował jako robotnik przymusowy w okolicznych gospodarstwach rolnych, potem prowadził biuro firmy stolarskiej. W latach 1945–1948 pracował jako mechanik w radiowęźle. Po wojnie ukończył liceum ogólnokształcące w Środzie Wielkopolskiej. 
W 1952 ukończył fizykę na Uniwersytecie Poznańskim. Już wówczas rozpoczął pracę na Uniwersytecie Mikołaja Kopernika w Zakładzie Fizyki Doświadczalnej, Zakładzie Astrofizyki i Zakładzie Radioastronomii. W latach 1958–1959 odbył studia doktoranckie na Uniwersytecie Cambridge w zespole Martina Ryle'a (późniejszego noblisty). Doktorat obronił w 1960 roku na UMK pod kierunkiem prof. Wilhelminy Iwanowskiej, tematem jego rozprawy doktorskiej było Badanie zewnętrznej atmosfery Słońca metodami interferometrii. Na tej samej uczelni w 1964 roku habilitował się na podstawie rozprawy Radiowe obserwacje superkorony Słońca w latach 1961, 1962 i 1963. 
Był jednym z inicjatorów budowy 32-metrowego radioteleskopu w Centrum Astronomicznym UMK w Piwnicach. W latach 1965–1991 kierował Zakładem Radioastronomii. Od 1970 sprawował stanowisko profesora. W latach 1976–1978 był dyrektorem Instytutu Astronomii UMK. W 1990 roku uzyskał tytuł naukowy profesora. Jego uczniem był Aleksander Wolszczan, odkrywca pierwszej planety poza Układem Słonecznym.
W 2008 roku prasa ujawniła, że prof. Gorgolewski był w latach 1982–1989 tajnym współpracownikiem Służby Bezpieczeństwa o pseudonimie "Profesor".